# Эвре-Сопперу
Эвре-Сопперу (швед. Övre Soppero, северносаам. Badje-Sohppar, фин. Yli-Soppero) — населённый пункт на севере Швеции. Расположен в коммуне Кируна лена Норрботтен, к северо-востоку от города Кируна. Население по данным на 2010 год составляет 201 человек; по данным на 2000 год оно составляло 230 человек.
Имеются школа, АЗС, киоск.

## Население
| Год  | Население |
| ---- | --------- |
| 1970 | 283       |
| 1975 | 218       |
| 1980 | 223       |
| 1990 | 263       |
| 1995 | 228       |
| 2000 | 230       |
| 2005 | 220       |
| 2010 | 201       |

Источник: